# Сулавеси
Сулавеси (индон. Sulawesi, бивши Целебес) је индонежанско острво. Има површину од 174.600 km² што га чини једанаестим острвом по величини на свету. Површина од 2.290 km² је претворена у национални парк Лоре Линду.
Сулавеси је окружен на западу Борнеом, на северу Филипинима, на истоку молучким острвима и на југу мало сундским острвима. Острво има јединствен облик, којим доминирају четири велика полуострва. Централним делом острва доминирају планине, тако да су полуострва између себе боље повезана морем него копном.
Острво је подељено у шест провинција: Горонтало, Западни Сулавеси, Јужни Сулавеси, Централни Сулавеси, Југоисточни Сулавеси и Северни Сулавеси. Највећи градови на острву су Макасар (бивши Ујунг Падан) на југозападној обали и Манадо на северозападу.
Острво има око 15,5 милиона становника и густину насељености од 83 становника по км². Већина припадају двема етничким и језичким групама, Тораџа и Бугис. Језик бугис се говори на југозападу острва, а тораџа у центру. Поред њих постоје још две етничке заједнице и језика, макасар на југу и мандар на северу.

## Географија
Сулавеси је једанаесто по величини острво на свету, које покрива површину од 180.680,7 km2 (69.761 sq mi). Централни део острва је кршевито планински, тако да су острвска полуострва традиционално удаљена једно од другог, са бољом везом морем него друмом. Три залива која деле Сулавеска полуострва су, од севера ка југу, Томини, Толо и Бони. Они раздвајају Минахасу или северно полуострво, Источно полуострво, Југоисточно полуострво и Јужно полуострво.
Макасарски мореуз се налази дуж западне стране острва. Острво је окружено Борнеом на западу, Филипинима на северу, Малуком на истоку и Флоресом и Тимором на југу.

### Мања острва
Острва Селајар која чине полуострво које се протеже јужно од југозападног Сулавесија до Флоресовог мора административно су део Сулавесија. Острва Сангихе и Талауд протежу се на север од североисточног врха Сулавесија, док острво Бутон и његови суседи леже поред његовог југоисточног полуострва, острва Тогијан су у заливу Томини, а острво Пеленг и острва Бангај чине кластер између Сулавесија и Молучких острва. Сва горе поменута острва и многа мања су административно део шест провинција Сулавесија.

## Геологија
Према реконструкцијама плоча, верује се да је острво настало колизијом терена са Азијске плоче (формирајући запад и југозапад) и са Аустралијске плоче (формирајући југоисток и Бангаj), са острвским луковима који су се раније налазили у Пацифику (формирајући северно и источно полуострво). Због свог вишеструког тектонског порекла, разни раседи обележавају копно и као резултат тога острво је подложно земљотресима, укључујући смртоносне земљотресе 2018. и 2021. године.
Сулавеси, за разлику од већине других острва у биогеографском региону Волацеа, није истински океанско, већ сложено острво у центру зоне судара Азије и Аустралије. Делови острва су раније били везани за азијску или аустралску континенталну маргину и одвојени су од ових области викаријатним процесима. На западу је отварање Макасарског мореуза одвојило Западни Сулавеси од Сундаланда у еоцену пре око 45 милиона година. На истоку, традиционални поглед на колизије више микроконтиненталних фрагмената исечених из Нове Гвинеје са активном вулканском маргином у Западном Сулавесију у различитим временима од раног миоцена пре око 20 милиона година. То је недавно замењено хипотезом да је екстензивна фрагментација уследила након једног миоценског судара Западног Сулавесија са Сула Спуром, западним крајем древног набораног појаса вариског порекла у касном палеозоику.

## Праисторија
Најстарији доказ о људима на Сулавесију су камена оруђа која су произвели архаични људи, која датирају од пре више од 200.000 до 100.000 година, а пронађена су на локалитету Талепу у југозападном Сулавесију
Пре октобра 2014, насељавање Јужног Сулавесија од стране савремених људи процењено је на око 30.000 година пне на основу радиокарбонских датума добијених из стенских склоништа у Маросу. У то време нису пронађени ранији докази о људској окупацији, али је острво готово сигурно чинило део копненог моста који је коришћен за насељавање Аустралије и Нове Гвинеје најмање 40.000 година пре нове ере. Нема доказа да је Homo erectus стигао до Сулавесија; оруђа од сировог камена први пут откривена 1947. на десној обали реке Валане у Баруу (данас део Боне регенства), за које се сматрало да датирају из плеистоцена на основу њихове повезаности са фосилима кичмењака, сада се сматра да датирају можда од 50.000 година пне.